# Centre technique industriel de la construction métallique
 (septembre 2019).
Si vous disposez d'ouvrages ou d'articles de référence ou si vous connaissez des sites web de qualité traitant du thème abordé ici, merci de compléter l'article en donnant les références utiles à sa vérifiabilité et en les liant à la section « Notes et références ».
Le Centre technique de la construction métallique (CTICM) est un centre technique industriel français créé par décret en 1962 à la demande du Syndicat de la construction métallique de France (SCMF). C'est un organisme de référence en construction métallique qui soutient toute la filière par des actions d’intérêt collectif  (R&D, transfert de connaissance, normalisation...) et en fournissant des prestations marchandes.

## Présentation
Le CTICM est un établissement d’utilité publique sous tutelle du ministère chargé de l’industrie. Cet organisme est dédié à l'ensemble des professionnels dont le domaine d'activité est lié pour tout ou partie à l'industrie de la construction métallique.
Le siège social du centre est situé sur le plateau de Saclay, à Saint-Aubin (Essonne).
Le financement des actions d'intérêt collectif du Centre est assuré d'une part par la taxe collectée par le COREM (Comité de coordination des centres de recherche en mécanique) auprès des constructeurs métalliques, et d'autre part, par les prestations commerciales (études de structures, certifications...). 

## Historique
Le centre technique et industriel de la construction métallique voit le jour sous l'impulsion du Syndicat de la construction métallique de France le 31 août 1962 par décret du ministre de l'industrie de l'époque, Michel Maurice-Bokanowski.
Cet organisme est alors créé pour les professions rattachées à l'industrie de la construction métallique et suivant la loi n°48-1228 du 22 juillet 1948 définissant le statut juridique des centres techniques industriels.
L'arrêté du 31 août 1962 nomme également, pour une période de deux ans, les premiers membres du conseil d'administration :
- Pour les représentants des chefs d'entreprises : Charles Beau (L. Beau), Yves Colombot (Baudin-Châteauneuf), Jean Dutheil (Estiot et Cie), Jacques Lory (Joseph Paris), Henri Pantz (Constructions métalliques Pantz et Laon réunis[4]), Jean Roret (C.F.E. devenu plus tard C.F.E.M), Jean Schwartz (Schwartz-Hautmont) et Gilbert Voyer (Ets Voyer),
- Pour les représentants du personnel technique des branches d'activités intéressées : Alfred Dautel (CGT - FO), Henri Joubert (CGC) et Jean Mantel (CGT),
- Pour les représentants de l'enseignement technique supérieur et des personnalités particulièrement compétentes : Roger Coquand (ingénieur général, directeur des routes au ministère des TP), Jean Fayeton (architecte-ingénieur; professeur à l'Ecole des Beaux-arts ), Achille Lazard (Ingénieur en chef à la SNCF) et Paul Lorin (Ingénieur, professeur à l'École nationale des ponts et chaussées[5] et PDG des Établissements Eiffel).

Le mandat de ces premiers membres du conseil d'administration, initialement nommés pour deux ans, est prolongé pour deux ans supplémentaires par arrêté du 17 février 1965.
Le CTICM participe dès le début de son existence à l'évolution des règles de calcul des constructions en acier, dans la continuité des règles CM56, aboutissant en 1966 à l’établissement des règles CM66 qui, amendées en 1980 par l'additif 80, resteront en vigueur jusqu'à leur remplacement par les Eurocodes en 2010.
N'ayant pas de laboratoire de recherche intégré au début de son existence, le CTICM tente dès 1964 de créer un laboratoire de recherches en partenariat avec l'École Nationale Supérieure des Beaux-Arts au travers de l'ARS (Atelier de Recherches Structurales) qui aurait été dirigé par Robert Le Ricolais avec l'assistance de David-Georges Emmerich, mais aucune  suite  ne  sera donnée à ce laboratoire. Le CTICM fait alors appel à l'expertise des ingénieurs conseils mais également des entreprises spécialisées pour des interventions ponctuelles de recherche et d'enseignement pour la formation des professionnels.
À partir de 1964 le CTICM publie une revue scientifique regroupant des articles de recherche mais également des recommandations à destination de la profession, avec des axes de recherches notamment sur les instabilités des poutres au flambement et au déversement. Dès 1965 la revue publie, avant même l'invention du microprocesseur, une série d'articles sur les possibilités apportées par ce qui est alors appelé "calculs électroniques" pour l'étude des structures métalliques par anticipation de ce qui deviendra l'analyse numérique et la conception assistée par ordinateur.
Au début des années 1970 le CTICM collabore avec d'autres organismes et des instituts de recherche tels que l'Institut de Recherche de la Sidérurgie (IRSID), l'Office Technique pour l'Utilisation de l'Acier (OTUA), le Centre Scientifique et Technique du Bâtiment (CSTB) et l'Union Technique Interfédérale du bâtiment et des travaux publics (UTI). Les thèmes de recherche sont alors les problèmes d'instabilité, les assemblages par soudure et par boulonnage, le calcul des structures en plasticité, les effets du vent sur les immeubles de grande hauteur, la tenue au feu et le développement de programmes de calculs informatiques. 
L'organisme s'illustre dès les années 70 au travers de la recherche en ingénierie incendie avec notamment la construction d'un four d'essais au feu afin de tester les structures en conditions réelles. Ce laboratoire d'essais est agréé par l’arrêté du 24 avril 1972 pour effectuer les essais de résistance au feu des matériaux et éléments de construction défini par l'arrêté du 9 décembre 1957. Ces recherches ont participé au niveau européen à l'élaboration des Eurocodes dès 1990, en particulier au travers des normes EN 1993-1-2 (Eurocode 3 partie 1-2) et EN 1994-1-2 (Eurocode 4 partie 1-2) qui traitent respectivement du comportement au feu des structures acier et du comportement au feu des structures mixte acier/béton.
En 2006 ces activités relatives à l'ingénierie au feu sont regroupées dans une entité distincte avec la création d'une filiale nommée Efectis France, devenue leader Européen en matière de science du feu.

## Activités
Les activités du CTICM se répartissent entre :
- La recherche et le développement et sa valorisation,
- Le transfert de connaissances et l'assistance technique aux entreprises,
- La formation et l'enseignement,
- La normalisation, notamment en participant à l'élaboration des Eurocodes,
- La certification
- Les prestations d'études techniques.

## Administration
Le ministère chargé de l’industrie nomme le conseil d’administration du CTICM sur proposition du Syndicat de la construction métallique de France (SCMF), des organisations syndicales et du CTICM lui-même.

### Présidents
| Début | Fin      | Identité          | Entreprise                                           |
| ----- | -------- | ----------------- | ---------------------------------------------------- |
| 1962  | 1972     | Charles Beau      | Ateliers de constructions métalliques Evreux-Beau    |
| 1973  | 1984     | Henry Deschênes   | Compagnie française d'entreprises métalliques (CFEM) |
| 1984  | 1993     | Eric Bouët        |                                                      |
| 1994  | 1996     | Jean Delory       | Paimboeuf                                            |
| 1996  | 2002     | Claude de Gelas   | Fayat                                                |
| 2002  | 2004     | Marc Coppens      | Serru                                                |
| 2004  | 2008     | Pierre Estival    | Gagne                                                |
| 2008  | 2014     | Bertrand Deyris   | Deyris Lafourcade                                    |
| 2014  | en cours | Jean-Pierre Tahay | Viry / groupe Fayat                                  |

### Directeurs généraux
| Début          | Fin            | Identité           |
| -------------- | -------------- | ------------------ |
| 1962           | 1990           | Lucien Wahl        |
| 1990           | 1997           | Michel Parmentier  |
| 1997           | 2002           | Jean-Henri Borgeot |
| 2002           | 2009           | Michel Lucas       |
| 2009           | 19 aout 2018   | Christophe Mathieu |
| 20 aout 2018   | 6 janvier 2019 | Alain Jover        |
| 7 janvier 2019 | en cours       | Philippe Hostaléry |

## Publications
Le CTICM publie depuis 1964 une revue scientifique (à comité de lecture) trimestrielle: Revue construction métallique. Cette dernière est rédigée en français et est diffusée (par abonnement) à environ 1500 exemplaires par numéro.

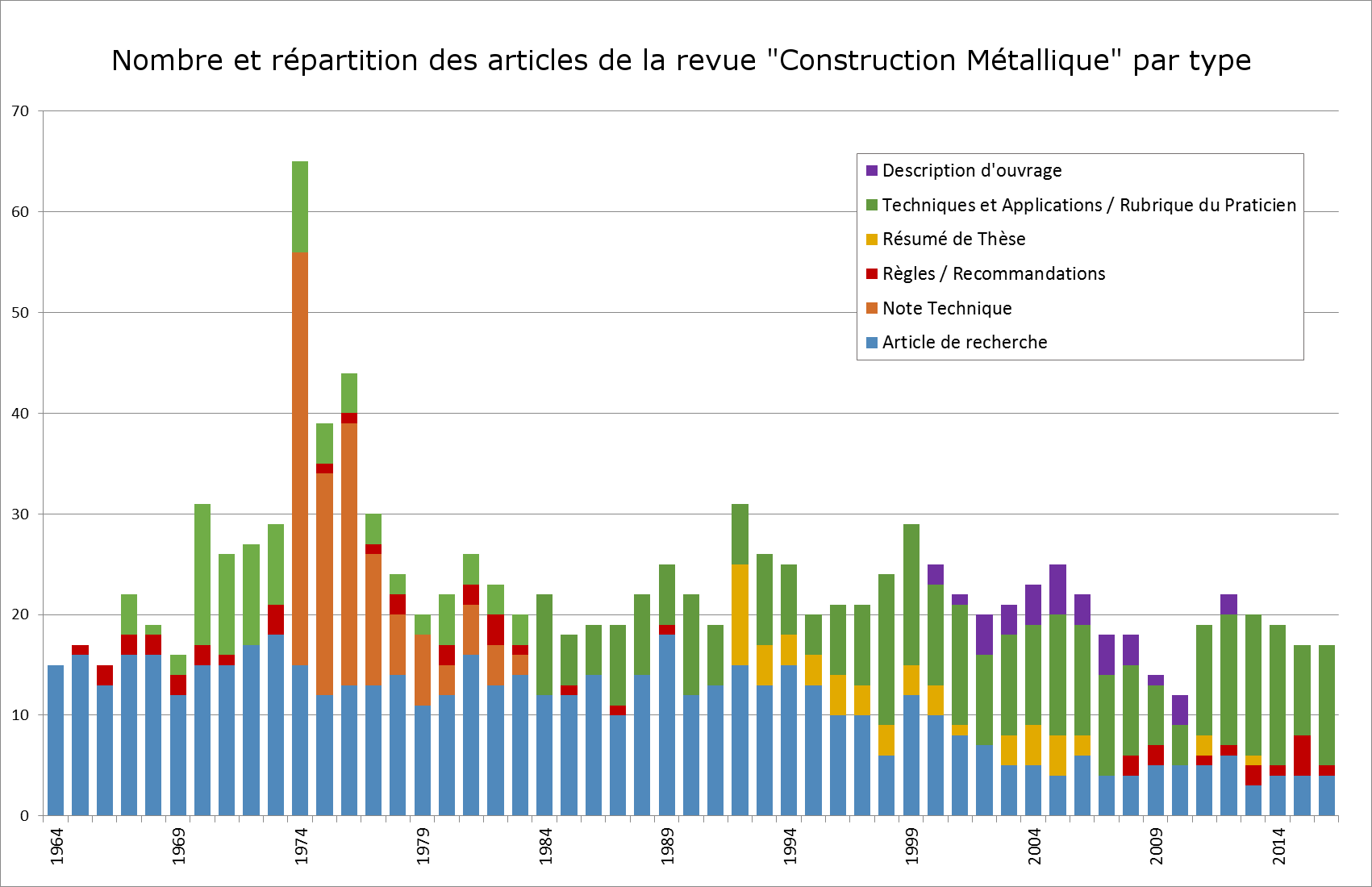
Nombre et répartition des articles de la revue "Construction Métallique" par type

Les articles de cette revue sont classés par type :
- "Article de recherche",
- "Règles / Recommandations",
- "Rubrique du praticien", dans les publications de 1967 à 1983,
- "Note technique", dans les publications de 1974 à 1983,
- "Techniques et applications", remplaçant les articles de type "Note Technique" et "Rubrique du Praticien" à partir de 1984,
- "Résumé de thèse", rubrique apparue en 1992,
- "Description d'ouvrage", rubrique apparue en 2000,

Depuis la mise en application des Eurocodes, les articles publiés par la revue sont majoritairement des articles de type "Techniques et Applications" tandis que les articles de recherche, qui étaient auparavant majoritaires, deviennent moins nombreux.
Un magazine d'informations sur l'actualité de la construction métallique est également publié sous le titre CMI (Construction métallique information) et diffusé gracieusement. Ce trimestriel est tiré à plus de 8500 exemplaires. Une version numérique est également disponible en téléchargement libre.
Par ailleurs le CTICM publie des ouvrages à caractère scientifique et technique. Le catalogue comprend de nombreux livres sur l'ensemble des aspects de la construction métallique, notamment le calcul de structure et d'assemblages, l'utilisation et la compréhension des Eurocodes, la sécurité incendie ou encore la conception parasismique.